# Jān Bolāgh
Jān Bolāgh (persiska: جان بلاغ) är en ort i Iran.   Den ligger i provinsen Västazarbaijan, i den nordvästra delen av landet, 500 km väster om huvudstaden Teheran. Jān Bolāgh ligger 1 541 meter över havet och antalet invånare är 174.
Terrängen runt Jān Bolāgh är lite kuperad, och sluttar österut.Runt Jān Bolāgh är det ganska glesbefolkat, med 50 invånare per kvadratkilometer. Närmaste större samhälle är Takān Tappeh, 2,7 km nordväst om Jān Bolāgh. Trakten runt Jān Bolāgh består i huvudsak av gräsmarker.